# Aluminiumhütte

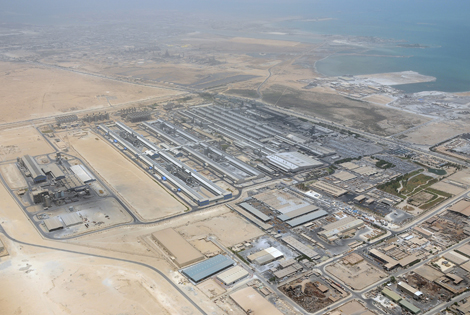
Alba-Aluminiumhütte in Bahrain

Eine Aluminiumhütte (auch Alu-Hütte genannt) ist eine großindustrielle Anlage, in der Reinaluminium hergestellt wird. Dies geschieht durch Schmelzflusselektrolyse nach dem Hall-Héroult-Prozess, einem Verfahren aus dem Jahr 1886.
Weltweit wurden 2019 ca. 64 Millionen Tonnen Reinaluminium erzeugt, davon in Deutschland ca. 500.000 Tonnen. Größter Produzent war China mit ca. 36 Millionen Tonnen. 2008 wurde Aluminium weltweit im Bauwesen (36 %), Transport (28 %) (darunter Automobile mit 16 %), Maschinenbau und Kabel (28 %) und für Verpackungen (1 %) verwendet.
Die Herstellung von Aluminium ist energieintensiv. Zur Herstellung einer Tonne Primäraluminium werden durchschnittlich 15.700 kWh elektrische Energie benötigt.

## Aluminiumhütten
Das Bauxiterz, das in Bergwerken abgebaut wird, ist die Basis der Aluminiumproduktion. Bauxit wird in Raffinerien von anderen Bestandteilen im Bayer-Verfahren von Hämatit und Böhmit getrennt, wobei je Tonne Aluminiumoxid 1,5 Tonnen Rotschlamm entstehen, der deponiert werden muss. Anschließend wird Aluminiumoxid zu den Hütten transportiert.
Eine Aluminiumhütte besteht normalerweise aus 300 ausgekleideten Stahl-Containern zur Aluminiumschmelze, die Potline genannt werden und eine Kapazität von 150.000 Tonnen Aluminium jährlich haben. Die neueren Potlines sind in der Lage 200.000 bis 300.000 Tonnen zu produzieren. Die größeren Aluminiumhütten führen mehrere Potlines und können 1.000.000 und mehr Tonnen jährlich herstellen.

## Energieaufwand
Um eine Tonne reines Primäraluminium herzustellen, sind durchschnittlich 15.700 kWh erforderlich. Aus ökonomischen Gründen wird die Produktion daher tendenziell in Länder mit niedrigen Stromkosten verlagert. Beispielsweise erzeugt das GuD-Kraftwerk Alba von Aluminium Bahrain am Standort in Bahrain 2,225 GW und der Betrieb der australischen Portland-Aluminiumhütte und Point-Henry-Aluminiumhütte verbraucht 18 bis 25 Prozent der elektrischen Energie des gesamten Bundesstaates Victoria. 
Zur Aluminiumherstellung werden unterschiedliche Energieträger verwendet. Beispielsweise wird in Australien Energie durch Gas, Kohle und Braunkohle erzeugt, die Anglesey-Aluminiumhütte in Wales in Großbritannien nutzt Strom aus dem Kernkraftwerk Wylfa und in Island, Neuseeland und südamerikanischen Staaten werden hierfür Wasserkraftwerke gebaut.
Aluminium-Recycling erfordert nur 5 Prozent der Energie, die für die Herstellung von Primäraluminium benötigt wird.

## Aluminiumherstellung

Schema der Schmelzelektrolyse

Aus Bauxit wird in Aluminiumraffinerien Aluminiumoxid im Bayer-Verfahren hergestellt. In den Aluminiumhütten erfolgt im Hall-Héroult-Prozess mit der Schmelzflusselektrolyse die Reduktion von Aluminiumoxid zu reinem Aluminium. Dabei wird Aluminiumoxid, das eine Schmelztemperatur von 2045 °C hat, mit Kryolith (Na3AlF6) vermischt, um die Schmelztemperatur auf 950 °C zu senken. Das erzeugte Reinaluminium hat einen Schmelzpunkt von 650 °C.
In der Elektrolyse entsteht an der Kathode Aluminium und an der Anode Sauerstoff, der mit dem Kohlenstoff der Graphit-Anode zu Kohlendioxid und Kohlenstoffmonoxid reagiert. Die Graphitblöcke, die die Anode bilden, brennen dadurch langsam ab. Als Kathode wird ebenfalls Graphit verwendet, das aber erst nach etwa 6 bis 7 Jahren ersetzt werden muss.
Das in diesem Prozess gewonnene flüssige Aluminium sammelt sich am Boden der Tröge und wird mit Saugrohren abgeführt. Es enthält 0,1 bis 1 Prozent Verunreinigungen, vor allem von Eisen, Silizium und Titan.
Da dieser Prozess sehr viel elektrische Energie benötigt, wird die Aluminiumherstellung vornehmlich an Orten durchgeführt, an denen die Energie ausreichend und zu günstigen Preisen zur Verfügung steht. Aluminiumhütten können nicht abgeschaltet werden, sondern müssen Tag und Nacht betrieben werden. Wird der Prozess mehr als etwa vier Stunden angehalten, kommt es zu irreparablen Schäden der Anlagen, da das Metall erstarrt.
Kritisch wird gesehen, dass die Großabnahmen von Strom durch staatliche Subventionen in Deutschland unter die Einstandspreise fallen.

## Umwelt
Auf allen Stufen der Herstellung von Aluminium, von den Bergbauen über Raffinerien bis zu den Aluminiumhütten entstehen unterschiedliche Umweltprobleme.

### Abbau von Bauxit
Beim Abbau von Bauxit wird großflächig in die Natur eingegriffen, da die Bauxitvorkommen etwa einen halben Meter unterhalb des Mutterbodens mit einer durchschnittlichen Mächtigkeit von 4 bis 6 Meter liegen. Die großen Naturflächen können anschließend wieder rekultiviert werden, wenn der Mutterboden deponiert wird.

### Verhüttung
Das in Bergwerken geförderte Bauxiterz wird gemahlen, mit Natronlauge gemischt und auf 180 °C erhitzt, dabei entsteht Rotschlamm. Rotschlamm enthält ätzende Natronlauge, giftige Schwermetalloxide und etwa ein Prozent Schwermetallhydroxide. Ferner können Erzstäube bei Transport in die Umwelt gelangen und die giftigen Komponenten wie Fluoride, Arsenate, Chromate und Vanadate können aus dem Schlamm ausgewaschen werden. Die Aluminium-Ionen sind für Mikroorganismen schädlich und toxisch für Tiere und Pflanzen. Rotschlammdeponien sollten deshalb an ihrer Oberfläche abgedeckt sein und keinen Kontakt mit Grundwasser haben. Am 4. Oktober 2010 kam es zum Kolontár-Dammbruch in Ungarn, in dessen Folge 40 Quadratkilometer mit Rotschlamm überflutet wurden; zehn Menschen starben, 150 Personen wurden verletzt und 400 Menschen mussten in Sicherheit gebracht werden.   
Der Energieverbrauch von 1 Tonne Aluminium ist viermal so hoch wie die Produktion 1 Tonne Papier, zehnmal so hoch wie die Produktion 1 Tonne Weißblech und 27-mal so hoch wie die Produktion einer Tonne Glas. Des Weiteren werden beispielsweise in Südamerika zur Energieerzeugung für die Aluminiumherstellung Staudämme gebaut, die die dortige Ökologie irreparabel schädigen.
Ferner werden Luftschadstoffe und Treibhausgase wie Kohlenmonoxid und Kohlendioxid (CO2) ausgestoßen. Je produzierter Tonne Aluminium gelangen 0,7 Tonnen CO2 in die Atmosphäre. Auch entweicht den Aluminiumhütten Fluor und Fluorwasserstoff, was in Gänze nicht zu vermeiden ist. Man rechnet mit einem Ausstoß von weniger als 0,5 kg je Tonne Aluminium in den besten Anlagen ab 2007 und mit mehr als 4,0 Kilogramm in den Anlagen vor 1974.

### Proteste
Proteste gegen die Aluminiumherstellung reichen von Naturschützern gegen die Errichtung der australischen Bauxitbergwerke in Western Australia seit 1975, über Bewohner, die in der Nähe der Wagerup-Aluminiumoxidraffinerie leben und sich seit langem über gesundheitliche Beeinträchtigung und Erkrankungen durch Luftverschmutzungen beschweren bis hin zu indischen Bauern, die Kompensationen für ihr durch eine Alu-Hütte kontaminiertes Land 2003 und 2008 forderten.